# Rue McClanahan

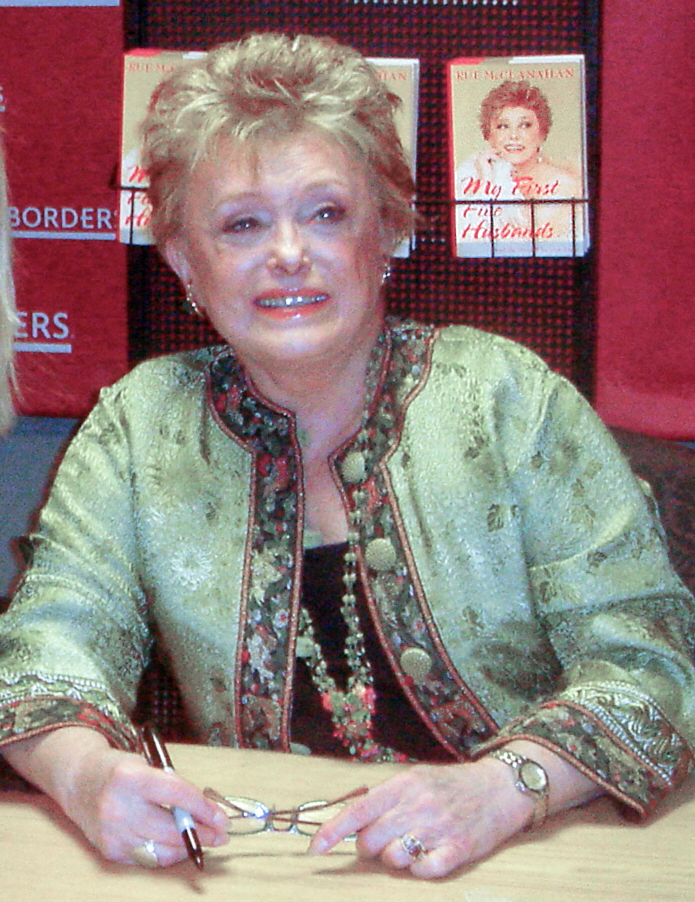
Rue McClanahan (2007)

Eddi-Rue McClanahan (* 21. Februar 1934 in Healdton, Oklahoma; † 3. Juni 2010 in New York City, New York) war eine US-amerikanische Schauspielerin. Sie war vor allem für ihre Rolle in der Fernsehserie Golden Girls bekannt.

## Leben und Werk
Nach dem Abschluss ihres Studiums an der University of Tulsa, wo sie Deutsch und Schauspiel studierte, entschied sie sich, Schauspielerin zu werden. 1985 wurde sie durch die Fernsehserie Golden Girls um eine WG von vier Frauen in Miami bekannt, in der sie die Blanche Devereaux darstellte, die sich vor allem durch ihre amourösen Eskapaden auszeichnete. Nach dem Ende von Golden Girls im Jahr 1992 spielte sie auch in der Nachfolgeserie Golden Palace mit.
Außerdem wirkte sie in verschiedenen Kinofilmen mit, so 1997 in Starship Troopers sowie in Tango gefällig? mit Jack Lemmon und Walter Matthau, 1998 in Rusty – Der tapfere Held (Original: Rusty: A Dog’s Tale) mit Patrick Duffy und Hal Holbrook sowie 2003 in Fighting Temptations. 1999 hatte sie einen kleinen Gastauftritt in der Krimi-Serie Columbo und 2004 in der US-Sitcom Whoopi neben Whoopi Goldberg. Seit dem 23. Juli 2008 wirkte sie in der Comedyserie Sordid Lives: Die Serie mit. Ihre deutsche Synchronsprecherin war Ursula Sieg.
Im April 2007 erschien ihre Biografie My First Five Husbands … And the Ones Who Got Away. 2009 wurde sie zur Disney-Legende ernannt. Rue McClanahan war sechsmal verheiratet und hat einen Sohn aus erster Ehe.

## Krankheit und Tod
Im Juni 1997 wurde bei McClanahan Brustkrebs festgestellt, von dem sie sich vollständig erholte. Im November 2009 erhielt sie einen dreifachen Bypass. Im Januar 2010 wurde bekanntgegeben, dass sie in der Rehabilitation einen Schlaganfall erlitten habe. Sie starb nach einem weiteren Schlaganfall am 3. Juni 2010 im Alter von 76 Jahren in New York.

## Filmografie (Auswahl)
- 1961: Noch fünf Minuten zu leben (Five Minutes to Live)
- 1963: Five Minutes to Love
- 1971: Der verkehrte Sherlock Holmes (They Might Be Giants)
- 1972–1978: Maude (Fernsehserie, 100 Episoden)
- 1973: Blade – Der Kontrabulle (Blade)
- 1978: Judy Garland – Lehrjahre eines Hollywood-Stars (Rainbow)
- 1978: A Different Approach (Kurzfilm)
- 1978–1984: Love Boat (The Love Boat) (Fernsehserie, 6 Episoden)
- 1980: Highway Chaos (Gridlock)
- 1980: Boomer der Streuner (Here’s Boomer, Fernsehserie, Folge 1x08)
- 1980: Lou Grant (Fernsehserie, Folge 3x23)
- 1981: Der unbekannte Zeuge (Word of Honor)
- 1982: Trapper John, M. D. (Patient mit neuer Identität, Krankenhaus-Serie)
- 1985–1992: Golden Girls (The Golden Girls) (Fernsehserie, 177 Episoden)
- 1985: Mord ist ihr Hobby (Murder, She Wrote) (Fernsehserie, Folge Der Tod kommt mit dem Bus)
- 1985: Die Fälle des Harry Fox (Crazy like a Fox, Fernsehserie, Folge Sein letzter Wille)
- 1987: Das Mädchen mit den Wunderhölzern (The Little Match Girl)
- 1988: Agatha Christie: Mord auf hoher See (The Man in the Brown Suit)
- 1988: Liberace – Ein Mann und seine Musik (Liberace)
- 1990: Das Buch der Liebe (To My Daughter)
- 1990: Die Kinder der Braut (Children of the Bride)
- 1990: Stadt in Panik (After the Shock)
- 1991: Ein Baby kommt selten allein (Baby of the Bride)
- 1992–1993: Golden Palace (Fernsehserie, 24 Episoden)
- 1993: Die Mutter der Braut (Mother of the Bride)
- 1993: Das Leben und ich (1 Episode)
- 1994–2001: Ein Hauch von Himmel (Touched By An Angel) (Fernsehserie, 3 Episoden)
- 1994: Flammende Leidenschaft – Das Leben der Margaret Mitchell (A Burning Passion: The Margaret Mitchell Story)
- 1995: Christmas Love (A Holiday To Remember, Fernsehfilm)
- 1996: Hilfe, ich komm’ in den Himmel (Dear God)
- 1997: Annabelle und die fliegenden Rentiere (Annabelle’s Wish, Stimme von Scarlett)
- 1997: Ohne Gewissen (This World, Then the Fireworks)
- 1997: Starship Troopers
- 1997: Tango gefällig? (Out to Sea)
- 1998: Rusty – Der tapfere Held (Rusty: A Dog’s Tale)
- 1998: Columbo: Das Aschenpuzzle (Ashes to Ashes, Fernsehreihe)
- 1999: Ich bin Du, und Du bist ich (A Saintly Switch)
- 2003: Fighting Temptations (The Fighting Temptations)
- 2005: Un souvenir éternel
- 2007: Film Crew: Hollywood After Dark
- 2008: Generation Gap
- 2008: Sordid Lives: Die Serie (Sordid Lives: The Series, Fernsehserie, 13 Episoden)

## Auszeichnungen
Emmy: 1986, 1987, 1988 und 1989 war sie nominiert als „Herausragende Hauptdarstellerin in einer Comedyserie (Golden Girls)“; 1987 erhielt sie diese Auszeichnung.
2009: Auszeichnung zur Disney-Legende
Golden Globe Award
1986, 1987 und 1988 war sie für Golden Girls als „Beste Serien-Hauptdarstellerin – Komödie oder Musical“ nominiert
Gemeinsam mit Beatrice Arthur, Estelle Getty und Betty White erhielt McClanahan 1986 den „Golden Apple Award“ als „Weiblicher Star des Jahres“ sowie 2003 und 2008 den „TV Land Award“ für die Serie Golden Girls.